# HD 178233
HD 178233，又名BD+28 3193，SAO 86819、HR 7253，是一颗恒星，视星等为5.55，位于銀經60.28，銀緯9.6，其B1900.0坐标为赤經19h 2m 39.6s，赤緯+28° 9.6′ 16″。